# The Outsiders (Buch)
The Outsiders ist ein US-amerikanischer Managementratgeber von William Thorndike. Er porträtiert acht Manager, die durch lange Amtszeiten auffallen und Außenseiter-Unternehmen führten:
- Warren Buffett (Berkshire Hathaway, 1965–)
- Thomas Murphy (Capital Cities Communications 1966–1996)
- Richard A. Smith (General Cinema Corporation, 1961–1991)
- Bill Anders (General Dynamics, 1991–1996)
- Bill Stiritz (Ralston Purina, 1980–1997)
- John Malone (Tele-Communications Inc., 1973–1996)
- Henry Earl Singleton (Teledyne, 1960–1989)
- Katharine Graham (The Washington Post, 1973–1991)

“Each ran a highly decentralized organization; made at least one very acquisition, developed unusual, cash flow-based metrics; and bought back a significant amount of stock. None paid meaningful dividens... All received the same combination of derision, wonder, and skepticism from their peers and the business press. All also enjoyed eye-popping, credulity-straining performance over very long tenures...”

Die Aktienrendite der von ihnen geführten Unternehmen lag bei dem 20-fachen des Durchschnitts des S&P 500.
Das Buch besitzt in den USA eine hohe Popularität.